# Monnechroma seabrai
Monnechroma seabrai är en skalbaggsart som först beskrevs av Lúcia Maria de Campos Fragoso och Monné 1989.  Monnechroma seabrai ingår i släktet Monnechroma och familjen långhorningar. Inga underarter finns listade i Catalogue of Life.